# Antônio Carlos dos Santos
Antônio Carlos dos Santos, meglio noto come Toni (Guaíra, 3 ottobre 1979), è un allenatore di calcio ed ex calciatore brasiliano, di ruolo centrocampista.